# Verí de neutrons

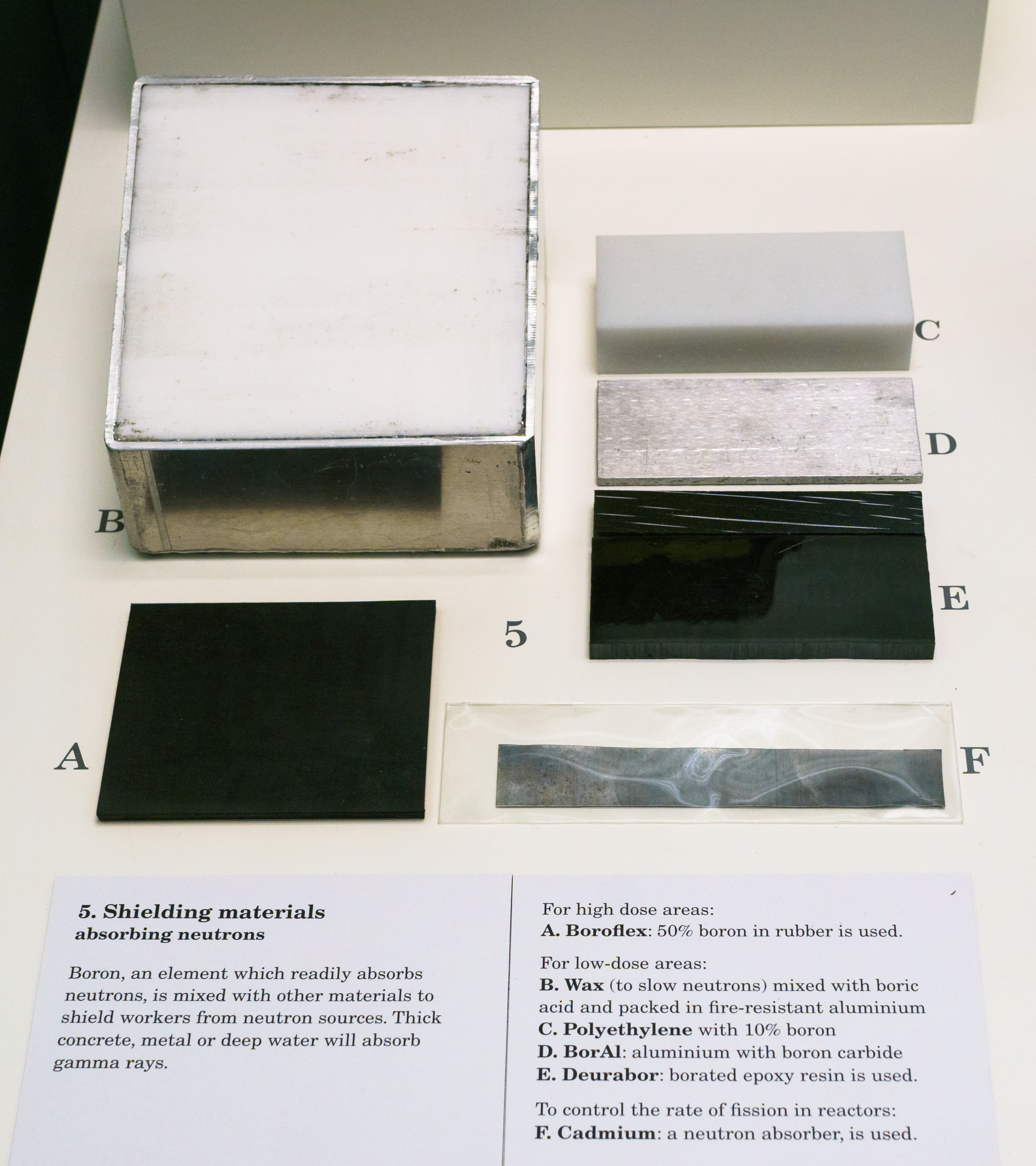
Diferents materials utilitzats per protegir els neutrons

En aplicacions com els reactors nuclears, un verí de neutrons (també anomenat absorbidor de neutrons o verí nuclear) és una substància amb una gran secció transversal d'absorció de neutrons. En aquestes aplicacions, l'absorció de neutrons és normalment un efecte indesitjable. Tanmateix, els materials que absorbeixen neutrons, també anomenats verins, s'insereixen intencionadament en alguns tipus de reactors per tal de reduir l'alta reactivitat de la seva càrrega inicial de combustible fresc. Alguns d'aquests verins s'esgoten a mesura que absorbeixen neutrons durant el funcionament del reactor, mentre que altres es mantenen relativament constants.

Esquema que compara la penetració de les radioactivitats alfa, beta, gamma i neutrons.

La captura de neutrons mitjançant productes de fissió de vida mitjana curta es coneix com a intoxicació del reactor ; La captura de neutrons mitjançant productes de fissió estables o de llarga vida s'anomena escòria del reactor.

## Verins transitoris de productes de fissió
Alguns dels productes de fissió generats durant les reaccions nuclears tenen una alta capacitat d'absorció de neutrons, com el xenó-135 (secció transversal microscòpica σ= 2.000.000 barns (b); fins a 3 milions de graners en condicions del reactor) i samari-149 (σ = 74.500 b). Com que aquests dos verins de productes de fissió eliminen els neutrons del reactor, afectaran el factor d'utilització tèrmica i, per tant, la reactivitat. L'enverinament del nucli d'un reactor per aquests productes de fissió pot arribar a ser tan greu que la reacció en cadena s'atura.
El xenó-135 en particular afecta enormement el funcionament d'un reactor nuclear perquè és el verí de neutrons més potent conegut. La incapacitat d'un reactor de reiniciar-se a causa de l'acumulació de xenó-135 (assoleix un màxim després d'unes 10 hores) de vegades s'anomena arrencada amb xenó. El període en què el reactor no pot anul·lar els efectes del xenó-135 s'anomena temps mort del xenó o interrupció del verí. Durant els períodes de funcionament en estat estacionari, a un nivell de flux de neutrons constant, la concentració de xenó-135 s'acumula fins al seu valor d'equilibri per a la potència del reactor en unes 40 a 50 hores. Quan s'augmenta la potència del reactor, la concentració de xenó-135 disminueix inicialment perquè la crema s'incrementa al nou nivell de potència més alt. Per tant, la dinàmica de la intoxicació per xenó és important per a l'estabilitat del patró de flux i la distribució geomètrica de la potència, especialment en reactors físicament grans.
Com que el 95% de la producció de xenó-135 prové de la desintegració del iode-135, que té una vida mitjana de 6 a 7 hores, la producció de xenó-135 es manté constant; en aquest punt, la concentració de xenó-135 arriba al mínim. Aleshores, la concentració augmenta fins a l'equilibri per al nou nivell de potència al mateix temps, aproximadament entre 40 i 50 hores. La magnitud i la velocitat de canvi de concentració durant el període inicial de 4 a 6 hores després del canvi de potència depèn del nivell de potència inicial i de la quantitat de canvi en el nivell de potència; el canvi de concentració de xenó-135 és més gran per a un canvi més gran en el nivell de potència. Quan es redueix la potència del reactor, el procés s'inverteix.
Com que el samari-149 no és radioactiu i no s'elimina per desintegració, presenta problemes una mica diferents dels que es troben amb el xenó-135. La concentració d'equilibri (i, per tant, l'efecte d'enverinament) arriba a un valor d'equilibri durant el funcionament del reactor en unes 500 hores (unes tres setmanes), i com que el samari-149 és estable, la concentració es manté essencialment constant durant el funcionament del reactor. Un altre isòtop problemàtic que s'acumula és el gadolini-157, amb una secció transversal microscòpica de σ = 200.000 b.